# 松村未央
松村未央（1986年6月29日—），出身於神奈川縣藤澤市。日本富士電視台體育播報員。

## 經歷
小學四年級至中學一年級，在美國得克薩斯州達拉斯居住了三年半時間。高中畢業於慶應義塾湘南藤澤高等部，大學畢業於慶應義塾大學法學部政治學科（出自政治學家國分良成門下），還在「慶應義塾媒體傳播研究所」修讀完畢。2009年4月正式加入富士電視台成為播報員。
中學時期參與網球部活動，大學時期是網球俱樂部「ALEKS」的成員，大學四年級時還是隊長。熟練多種體育運動，如：游泳、芭蕾舞、花樣滑冰、競技體操、籃球等；由於芭蕾和體操的經驗，身體很柔軟，曾在採訪中輕易做出單腳舉至齊頭的動作。
因為是歸國子女，英語非常流暢和標準，多益成績高達940分，還持有實用英語技能檢定準一級資格證書。在自己主持的節目《SPORTS!》中常與外國運動人用英語採訪交談。
典型的娃娃臉，看上去比實際年齡小很多，常被同性稱讚「可愛」。
音盲，多次在富士電視台女主播歌唱比賽中排名倒數，2010年1月和2011年1月更是兩次墊底。
與一同擔任《鬧鐘新聞》主持工作的杉崎美香、高見侑里是好友。與TBS同期入社的田中美奈實關係也很好。

## 外部連結
- 富士電視台 松村未央